# Comme un coup de tonnerre
 (avril 2018).
Si vous disposez d'ouvrages ou d'articles de référence ou si vous connaissez des sites web de qualité traitant du thème abordé ici, merci de compléter l'article en donnant les références utiles à sa vérifiabilité et en les liant à la section « Notes et références ».

Comme un coup de tonnerre est un documentaire français sur la campagne présidentielle de 2002 du candidat socialiste Lionel Jospin et, par la suite, son éviction du deuxième tour par Jean-Marie Le Pen. Il a été réalisé par Stéphane Meunier.

## Œuvres similaires
- À Hauteur d'homme, documentaire sur la re-élection de Bernard Landry aux élections québécoises de 2003.
- The War Room, documentaire américain sur la campagne présidentielle de Bill Clinton en 1992.
- Combat de rue, documentaire à propos de la campagne électorale de Cory Booker contre James Sharpe pour la mairie de Newark (New Jersey), réalisé par Marshall Curry.